# Grażyna Harmacińska-Nyczka
Grażyna Harmacińska-Nyczka (ur. 11 czerwca 1926 w Słupcy, zm. 1 listopada 2017 w Szczecinie) – polska malarka.

## Życiorys
Studia w Państwowej Wyższej Szkole Sztuk Plastycznych w Poznaniu w latach 1948–1951. Studia malarskie w Państwowej Wyższej Szkole Sztuk Plastycznych w Sopocie w latach 1951–1953, u profesorów: Juliusza Studnickiego i Jacka Żuławskiego. Dyplom w 1955 w Państwowej Wyższej Szkole Sztuk Plastycznych w Gdańsku, specjalizacja: malarstwo sztalugowe. W 1953 osiedliła się w Szczecinie wraz z „Grupą Sopocką”. Brała udział w licznych wystawach: okręgowych, ogólnopolskich, okolicznościowych, indywidualnych, zbiorowych i poplenerowych w kraju i poza granicami.
Od 1953 należała do Związku Polskich Artystów Plastyków – oddział w Szczecinie. Uprawiała malarstwo olejne i akwarelowe. Zadebiutowała w 1953 w warszawskiej Zachęcie, uzyskując jedną z głównych nagród. Artystka była związana ze Słupcą, ukochała także Zagórów – rodzinną miejscowość swojej babki i matki, oraz Olchowo i inne miejsca; wracała ciągle w te strony, spędzając wakacyjne miesiące w kontakcie z przyrodą i ludźmi, utrwalając piękno krajobrazu nadwarciańskiego w swoich obrazach. Mieszkała w Szczecinie.